# كهروميكانيكا الصغائر
كهروميكانيكا الصغائر حقل علمي قائم على تقنية تصنيع أشباه الموصلات السيليكونية ويرمي إلى صناعة آلات صغائرية بالإفادة من تلك التقنية.وستجد هذه الآلات الصغائرية طلبا عليها عدة مجالات منها علوم الأرض والفضاء والمركبات والأجهزة والتقانة الحيوية والإنساليات.
تعَد الأنظمة الكهروميكانيكيّة النانوية (إن إي إم إس)، فئة من فئات الأجهزة التي تعمل على دمج الوظائف الكهربائية والميكانيكية معًا وذلك على المقياس النانومتري. تُشكّل هذه الفئة الخطوةَ التالية لعملية التصغير المنطقية التي تُدعى بِالنظُم الكهروميكانيكية الصغرى أو (إم إي إم إس). عادةً ما تدمجُ الأنظمة الكهروميكانيكية النانوية، الإلكترونيات النانوية الشبيهة بالترانزستور مع مُشغّلات ميكانيكية أو مضخّات أو محركات، لذا تعمل على تشكيل مُستشعرات فيزيائية وبيولوجية وكيميائية. يُستمد الاسم من الأبعاد النموذجية للأجهزة في المجال النانوي، ما يؤدي إلى انخفاض الكتلة، وارتفاع ترددات الرنين الميكانيكي، واحتمالية وجود لآثار ميكانيكا الكم كثيرًا، كحركة النقطة صفر (هزاز توافقي)، وارتفاع نسبة السطح إلى الحجم المفيدة لآليات الاستشعار السطحية. تتضمّن التطبيقات مقياس تسارع، وأجهزة استشعار للكشف عن المواد الميكانيكية في الهواء.

## التاريخ

### نظرة عامة
أشار الفيزيائي النظري ريتشارد فاينمان في حديثه الشهير عام 1959: «هناك مُتسع كبير في الأسفل». هناك العديد من التطبيقات المحتملة لآلات بأحجام أصغر وأصغر؛ وذلك عبر بناء الأجهزة والتحكّم فيها على مقاييسَ أصغر، إذ تفيد في ذلك كلُّ التكنولوجيا. تتضمّن تلك الفوائد المتوقّعة زيادةً في الكفاءة، وإنقاصًا في الحجم، وانخفاضًا في استهلاك الطاقة، وتكاليف إنتاج أقل في الأنظمة الكهروميكانيكية.
في عام 1960، صنّع كل من المهندسَين محمد محمد عطا الله، وداون كانج -في مختبرات بل لتصنيع عناصر أشباه الموصلات- (موسفت) الأول من نوعه، مع طبقة فاصلة بسماكة 100 نانومتر تُدعى أكسيد البوابة. وفي العام 1962، صنع عطا الله وكانج ترانزستور بِوَصلة أشباه الموصلات معدنية ذات قاعدة نانويّة، واستُخدم فيه غشاء رقيق من عنصر الذهب Au بسماكة 10 نانومتر. في عام 1987، قاد المهندس فيجان دافاري فريق أبحاث (آي بي إم) التي أظهرت للمرّة الأولى ترانزستور موسفت بطبقة أوكسيد فاصل سماكتها 10 نانومتر. أتاحت ترانزستورات موسفت ذات الطبقات الفاصلة المتعددة المجال أمام التدرّج في طول القناة لما دون 20 نانومتر، وذلك بدءًا بترانزستور الأثر الحقلي للأكاسيد المعدنية لأشباه الموصلات (فاين إف إي تي)، ينشأ ترانزستور (فاين إف إي تي) من بحث البروفسور ديغ هيساموتو في مختبر هيتاشي للأبحاث المركزية عام 1989. صنعت مجموعة بقيادة البروفسور هيساموتو، والبرفسور الصيني تشينمينغ هيو من شركة تايوان لصناعة أشباه الموصلات المحدودة (تي. إس. إم. سي) -في جامعة كاليفورنيا (بركلي) عام 1998- أجهزة بطول قناة أقل؛ إذ يصل إلى 17 نانومترًا.

### النظُم الكهروميكانيكيّة النانوية (إن إي إم إس)
أظهر فريق أبحاث (آي بي إم)، في العام 2000، أول جهاز من نظام (إن إي إم إس)، أُطلق عليه اسم دارة التكامل الفائق (في إل إي آي). قامت فرضيّته الأساسية على معلومات مجهر القوة الذريّة (إيه إف إم)، الذي بإمكانه تسخين ركيزة قابلة للتشوّه واستشعارها بُغية توظيفه كجهاز ذاكرة. وصف ستيفان دي هان أجهزة أخرى. وفي العام 2007، تضمّنت خارطة الطريق التقنية الدولية لأشباه الموصلات (آي تي آر إس) ذاكرةً لنظام كهروميكانيكي نانومتري، باعتبارها مدخلًا جديدًا لقسم أجهزة الأبحاث الناشئة.

## مجهر القوة الذرية
يأتي التطبيق الرئيس لأنظمة (إن إي إم إس) من معلومات مجهر القوة الذرية (إيه إف إم)، إذ تؤدي حساسيته المتزايدة التي يحققها الترانزستور إلى الحصول على مُستشعرات أصغر حجمًا، وأكثر كفاءةً في عملية الكشف عن الإجهادات والاهتزازات والقوى على المستوى الذريّ والإشارات الكيميائية. تعتمد كلٌّ من معلومات المجهر -وغيرها من عمليات الكشف على المستوى النانوي- اعتمادًا كبيرًا على أنظمة (إن إي إم إس).

## نهج التصغير
من الممكن العثور على نهجين متكاملين في تصنيع أنظمة (إن إي إم إس). إذ يستخدم نهج التصميم أعلى أسفل أساليب التصنيع المُصغّر التقليدية، مثل استخدام الطباعة الضوئية –وهي أحدث تقنيات الطباعة الحجرية-، والطباعة الحجرية بالحزمة الإلكترونية، والمعالجات الحراريّة في صنع الأجهزة المُصغرة. نظرًا لمحدودية استخدام تلك الأساليب، فإنها تسمح بالسيطرة على الهياكل الناتجة بدرجة كبيرة. وبهذه الطريقة تُصنع الأجهزة كالأسلاك النانوية، والأجسام النانوية، والهياكل النانوية المنقوشة من أفلام معدنية رقيقة، أو طبقات أشباه الموصلات المحفورة.
على النقيض من ذلك، يَستخدم نهج التصميم أسفل أعلى الخواص الكيميائية للجزيئات المفردة، لتؤدي إلى تشكيل مكونات جزيء واحد للتنظيم الذاتي، أو التجميع الذاتي في التشكيلات المفيدة، أو بالاعتماد على التجميع الموضعي. تستخدم مثل هذه النُهج أساليب التجميع الذاتي الجزيئي و/أو التعرّف الجُزيئي، وهذا ما يتيح لنا التصنيع بمقاييس أصغر بكثير، حتى وإن كنا ذلك في كثير من الأحيان على حساب السيطرة المحدودة على عملية التصنيع.
يمكن استخدام مزيج من هذه النُهج عبر دمج الجزيئات على المستوى النانوي في إطار عمل أعلى أسفل. إحدى التطبيقات العملية على ذلك هو محرك النانو لأنابيب النانو الكربونية.[بحاجة لمصدر]

## المواد

### سبائك الكربون
تعتمد الكثير من المواد الشائعة الاستخدام في أنظمة (إن إي إم إس) على الكربون، وتحديدًا على الألماس، والأنابيب النانوية الكربونية، والغرافين، ويُعزى ذلك أساسًا إلى الخواص المفيدة للمواد القائمة على الكربون، التي تُلبي احتياجات (إن إي إم إس) مباشرةً. تُعتبر الخواص الميكانيكية للكربون مثل (معاملات يونغ الكبرى)، أساسية لاستقرار (إن إي إم إس)، في حين تسمح الموصلية المعدنية وموصلية أشباه الموصلات للمواد القائمة على الكربون بتأدية وظيفة كترانزستورات.
يكشف لنا كل من الألماس والغرافين عن معدّل ارتفاع معاملات يونغ وانخفاض الكثافة وانخفاض الاحتكاك والانخفاض الشديد للغاية في التبدد الميكانيكي وعن كِبَر المساحة السطحية. يسمح لنا الاحتكاك المنخفض للأنابيب النانوية الكربونية (سي إن تي) بتكوين محامل للاحتكاك المُصغر عمليًّا، لذا كان حافزًا كبيرًا نحو مزيد من التطبيقات العملية للأنابيب النانوية الكربونية كعناصر تأسيسية في (إن إي إم إس)، مثل محرك النانو، المفاتيح الكهربائية، ومذبذبات التردد العالي. تتيح الأنابيب النانوية الكربونية، والقوة المادية للغرافين للمواد القائمة على الكربون أن تُلبي متطلبات الإجهاد المرتفع، في حين تفشل المواد الشائعة عادة، لذا تزيد من دعمها لاستخدامها مواد رئيسية في التطوير التكنولوجي لأنظمة (إن إي إم إس).
إلى جانب الفوائد الميكانيكية للمواد القائمة على الكربون، تسمح الخواص الكهربائية للأنابيب النانوية الكربونية والغرافين باستخدامها في العديد من المكونات الكهربائية لأنظمة (إن إي إم إس). طُوِرت الترانزستورات النانوية للأنابيب النانوية الكربونية جنبًا إلى جنب مع الغرافين. تُعد الترانزستورات وحدة البناء الرئيسة لجميع الأجهزة الإلكترونية، ولذلك يُعتبر العمل على التطوير الفعّال للترانزستورات والأنابيب النانوية الكربونية والغرافين القابلة للاستخدام في غاية الأهمية بالنسبة لأنظمة (إن إي إم إس).

#### الأنابيب النانوية الكربونية المعدنية (الفلزية)
تعد الأنابيب النانوية الكربونية (سي إن تي)، من خواص الكربون ذات البنية النانوية الاسطوانية. يمكن اعتبار الغرافين مُغلّفًا لها. عندما تتدحرج في زوايا محددة ومنفصلة (كيرالية)، فإن الاتحاد بين زاوية الدحرجة ونصف القطر، وحده الذي يقرر ما إذا كان للأنبوب النانوي فجوة طاقيّة (شبه الموصلة) أو بلا فجوة طاقيّة (معدنيّة أو فلزّية).
اقتُرِحت الأنابيب النانوية الكربونية المعدنية لتُستخدم في التوصيلات الإلكترونية النانوية، نظرًا لقدرتها الكبيرة على تحمّل كثافات التيار العالي. تُعتبر خاصية مفيدةً؛ لأن الأسلاك التي تنقل التيّار هي لبنة البناء الأساسية لأي نظام كهربائي. وجدت الأنابيب النانوية الكربونية بشكل خاص الكثير من الاستخدامات في أنظمة (إن إي إم إس)، واكتُشِفت أيضًا أساليب وصل للأنابيب النانوية الكربونية المتعلقة بباقي البنى القائمة على الكربون التي تعمل حلقةَ وصل إضافة إلى ترانزستور أيضًا، فهي من مادة أساسيّة في المكوّنات الكهربائية للنظم الكهروميكانيكية الصغرى.